# Arciprestazgo de Huecha

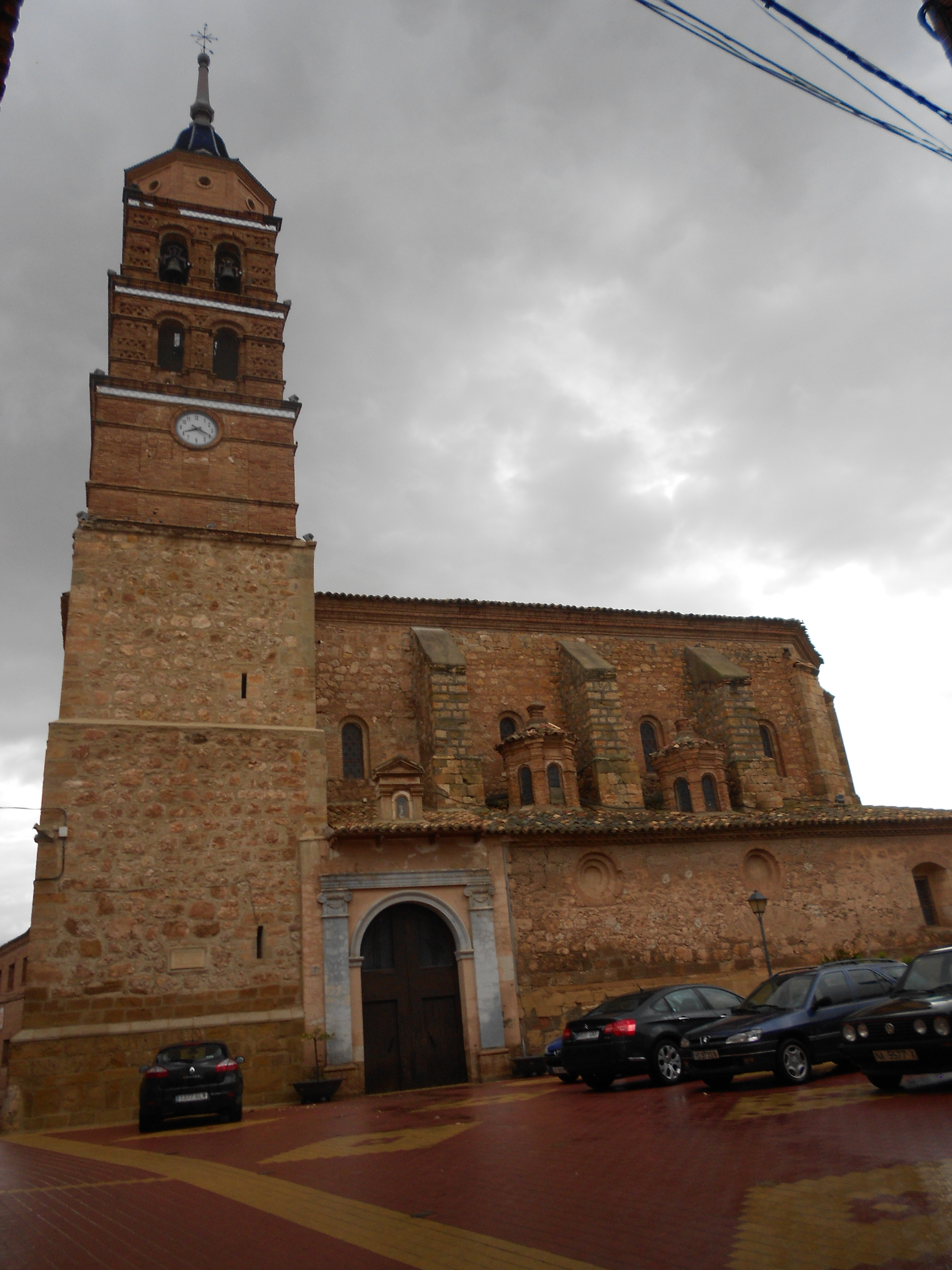
Iglesia de San Juan Bautista, templo de la segunda mitad del.

El Arciprestazgo de Huecha es uno de los cinco arciprestazgos que componen la diócesis de Tarazona, junto a los de Tarazona, Calatayud, Alto Jalón y Bajo Jalón. En la actualidad el arcipreste es D. José María Sánchez Becerril, párroco de Fuendejalón.
El arciprestazgo lo componen las parroquias:
| Población            | Parroquia o lugar de culto                                      |
| -------------------- | --------------------------------------------------------------- |
| Agón                 | Iglesia de Nuestra Señora de los Angeles                        |
| Ainzón               | Iglesia de Nuestra Señora de la Piedad                          |
| Alberite de San Juan | Iglesia de Nuestra Señora de la Anunciación                     |
| Albeta               | Iglesia de Santiago Apóstol                                     |
| Ambel                | Iglesia de El Arcángel San Miguel                               |
| Bisimbre             | Iglesia de San Juan Bautista                                    |
| Borja                | Iglesia de Santa María y San Bartolomé                          |
| Bulbuente            | Iglesia de Santa María                                          |
| Bureta               | Iglesia de la Santa Cruz                                        |
| Buste, El            | Iglesia de Santa María                                          |
| Fréscano             | Iglesia de Nuestra Señora del Pilar                             |
| Fuendejalón          | Iglesia de San Juan Bautista                                    |
| Magallón             | Iglesia de San Lorenzo Mártir                                   |
| Maleján              | Iglesia de la Visitación de Nuestra Señora                      |
| Mallén               | Iglesia de Nuestra Señora de los Angeles                        |
| Novillas             | Iglesia de Nuestra Señora de la Esperanza                       |
| Pozuelo de Aragón    | Iglesia de Nuestra Señora de la Asunción                        |
| Tabuenca             | Iglesia de San Juan Bautista                                    |
| Talamantes           | Iglesia de San Pedro Apóstol                                    |
| Borja                | Concepcionistas franciscanas                                    |
| Borja                | Convento de San Sebastián (Borja) Clarisas Orden de Santa Clara |
| Mallén               | Hermanas Mercedarias de la Caridad                              |
| Mallén               | Hermanas Carmelitas de la Caridad de Vedruna                    |
| Novillas             | Misioneras de Nuestra Señora del Pilar                          |